# Esclerurins
Els esclerurins (Sclerurinae) són una subfamília d'ocells de la regió neotropical, que tradicionalment han estat considerats dins els furnarinins (Furnariinae) dels quals han estat separats després d'estudis genètics realitzats a primers del present segle.

## Taxonomia
Tradicionalment els Furnariidae i els Dendrocolaptidae han estat comtemplats com famílies separades. Anàlisis d'ADN mt mostraren que els gèneres Sclerurus i Geositta eren basals respecte a aquestes "famílies", però en general es van mantenir dins Furnariidae, creant una família parafilètica. Moyle et al (2009) plantejaren una solució, mantenint la família Dendrocolaptidae però separant Scleruridae i Furnariidae.
Arran els treballs d'Irestedt et al. (2006) es considera els esclerurins com una subfamília dins els furnàrids.

S'han descrit dos gèneres amb unes 54 espècies:
- Gènere Geositta, amb 11 espècies.
- Gènere Sclerurus, amb 6 espècies.